# Haivoron, Bahmaci
Haivoron (în ucraineană Гайворон) este localitatea de reședință a comunei Haivoron din raionul Bahmaci, regiunea Cernihiv, Ucraina.

## Demografie
Componența lingvistică a localității Haivoron
     Ucraineană (99,17%)
     Alte limbi (0,83%)
Conform recensământului din 2001, majoritatea populației localității Haivoron era vorbitoare de ucraineană (99,17%), existând în minoritate și vorbitori de alte limbi.